# برلگ (دهانه)
برلگ یک دهانه برخوردی در ماه‌ است.

## دهانه‌های اقماری
این دهانه ۱ دهانه اقماری دارد.
| Berlage | عرض جغرافیایی | طول جغرافیایی | قطر          |
| ------- | ------------- | ------------- | ------------ |
| R       | ۶۴.۰° S       | ۱۶۷.۶° W      | ۲۵.۰ کیلومتر |